# Maulichères
Maulichères é uma comuna francesa na região administrativa de Occitânia, no departamento de Gers. Estende-se por uma área de 6,18 km². Em 2010 a comuna tinha 171 habitantes (densidade: 27,7 hab./km²).